# Graduale de sanctis
Graduale de sanctis (Graduał Augustianów w Krakowie) – iluminowany, rękopiśmienny kodeks muzyczny powstały w 1528 w klasztorze augustianów w Krakowie. Przechowywany jest w Bibliotece Narodowej w Warszawie (Sygn. rps V 3036).

## Opis
Graduał został wykonany w latach 1524-1528 przez diakona – brata Jana, dla augustianów eremitów z krakowskiego klasztoru Świętej Katarzyny. Jego zleceniodawcą był ówczesny przeor klasztoru, ojciec Florian de Monte Regio. 
Graduał liczy 155 kart pergaminowych. Napisany został późnogotyckim pismem psałterzowym, tzw. teksturą obciętą. Notację muzyczną zastosowano diastematyczną rzymską na czterolinii. Część dekoracyjną stanowią Cynobrowe i błękitne inicjały filigranowe ujęte w ramki z floraturą wokół oraz pięć miniatur z m.in. inicjał V ozdobiony jest wizerunkiem patronki klasztoru św. Katarzyny. Atrybucje iluminacji przypisuje się anonimowemu artyście podpisującego się inicjałami „A.P.”, tworzącego pod wpływem prac Stanisława Samostrzelnika oraz wzorującego się na stylu mistrzów flamandzkich. W niektórych źródłach jako autora iluminacji wymienia się ojca Józefa.
Graduale de sanctis zachował oryginalną oprawę XVI wieczną; oprawiony jest w deski powleczone tłoczoną w ornamenty skórą, w typie wczesnorenesansowych opraw krakowskich; brzegi są obite blachą, a naroża – mosiężnymi okuciami z guzami; zapięcia wykonane są z metalu i skóry. Na środku znajduje się czworoboczna blacha z guzem, nad nią wytłoczono wielkimi literami nazwę i datę kodeksu „GRADUALE MDXXVIII”, a u dołu: „DE SANCTIS”.

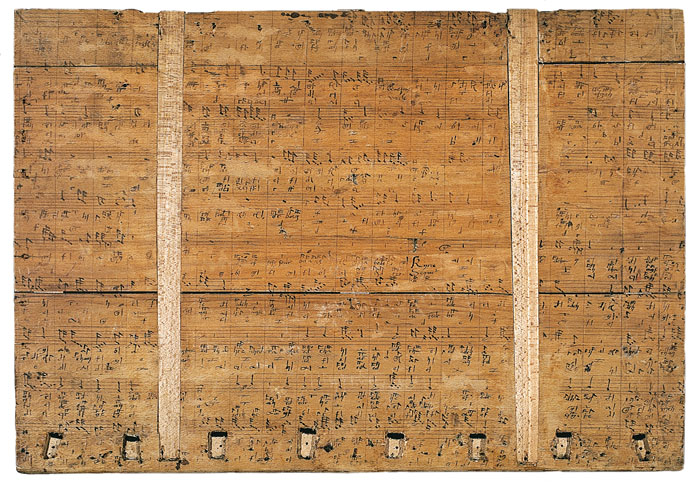
Tabulatura organowa – najstarszy zachowany w Polsce przekaz notacji staroniemieckiej sprzed 1528 roku

## Tabulatura organowa
W 1968 roku, w trakcie prac konserwatorskich odkryto w górnej okładzinie oprawy kodeksu deskę z zapisem tabulaturowym pochodzącym sprzed 1528 roku. Jest to prawdopodobnie najstarszy zachowany w Polsce przekaz notacji staroniemieckiej tabulatury organowej, stosowanej w Europie Środkowej od drugiej połowy XV do połowy XVI wieku. Zapis przedstawiony został na desce będącej prawdopodobnie pulpitem, na którym organista utrwalił najczęściej wykonywane w kościele kompozycje. Można wyróżnić dwieście jeden taktów zapisu muzycznego z czego połowa jest czytelna na tyle, że rozpoznano poszczególne kompozycje: czterogłosowe opracowanie Congaudent – w wersji jednogłosowej (znajdujące się również w Graduale). Według dokumentów krakowskich augustianów owym skryptorem mógł być organista Paweł, pełniący swoją funkcję w latach 1521-1522. Tabulatura organowa ma odrębną sygnaturę: Sygn. Mus. 2081 Cim54.
W roku 1528 deska została użyta do wzmocnienia oprawy nowego Graduału de sanctis. Przycięto wówczas oba jej boki (łącznie około 1,5 taktu) oraz po kilka centymetrów na górze i dole, wycięto otwory oraz wstawiono w środek dwie listwy.

## Proweniencja
W XIX wieku Graduale znajdował się w poryckich zbiorach Tadeusza Czackiego a następnie w Bibliotece Towarzystwa Warszawskiego Przyjaciół Nauk, oraz po 1831 roku w Petersburgu. Rewindykowany po traktacie ryskim, trafił do Biblioteki Narodowej. W czasie okupacji przewieziony został przez Niemców do Krakowa, a w drugiej połowie lat czterdziestych powrócił do Książnicy. Od 2024 rękopis jest częścią wystawy stałej w Pałacu Rzeczypospolitej.